# Cryphia lusitanica
Cryphia lusitanica là một loài bướm đêm trong họ Noctuidae.